# パーフェクト・ヤサイ・ジュニア
パーフェクト・ヤサイ・ジュニア（英語: Perfecto Rivas Yasay Jr.、1947年1月27日 - 2020年6月12日）は、フィリピンの政治家、弁護士。元証券取引委員会委員長。
2010年5月の総選挙で、大統領候補のエディー・ビリャヌエバとともにバンゴン・ピリピナス党から副大統領に立候補。2016年5月18日にロドリゴ・ドゥテルテ大統領からの入閣要請を受諾して外相に就任したものの、議会からの承認が得られず更迭された。氏名はスペイン語・タガログ語の読み方に従ってペルフェクト・ヤサイとも書かれる。

## 経歴
1947年1月27日にコタバト州北部のキダパワンにて、牧師のパーフェクト・ヤサイ・シニアと公立校教諭のデボラ・リバスの子として誕生した。1963年にダバオ市高校を卒業後、1967年にイロイロのセントラル・フィリピン大学で政治学の学士号を取得し、フィリピン大学から法学の学位も得た。大学時代は大統領のドゥテルテと同じ寮で起居を共にした。
その後アメリカに渡り、1979年から1990年まで2か所の法律事務所（マセダ・ヤサイ・アンド・トレンティーノとヤサイ・アンド・デ・カストロ）のシニアパートナーを、1983年から1987年までマセダ・フィリピン・ニュースの社長を務めた。また、ジャシント・ファイナンスやマリレーネ・J・グループ、クリセムなどの会社を設立した。フィリピンでは1987年から1993年までサンジョゼ・ヤサイ・アンド・サントス法律事務所のコミッショナーを務めた。
1993年にフィリピンの証券取引委員会の準委員に任命され、1995年から2000年まで委員長を務めた。
2000年11月のジョセフ・エストラーダ大統領の汚職疑惑に関する弾劾裁判では証言台に立ち、2001年のエストラーダ追放（第二次エドゥサ革命）に貢献した。2010年2月15日にヤサイはエストラーダを傷つけて攻撃したことについて謝罪したが、これは元大統領の「職権乱用と汚職」に関する証言の撤回ではないとも明言した。
2010年5月の大統領選挙に向けて、ヤサイは2009年11月29日にバンゴン・ピリピナス党の大統領候補指名を受諾した。同党の大統領候補は、イエスは主教会の創設者で代表のエディー・ビリャヌエバであった。また、他の3政党の上院議員候補者名簿に名を連ねることを提案されたことも書面で公表した。しかし、副大統領選挙ではマカティ市長のジェジョマール・ビナイに敗北した。
2016年6月に大統領に就任したロドリゴ・ドゥテルテより外務大臣に指名される。同年8月に国際連合がドゥテルテの麻薬犯罪の取り締まりに絡む超法規的な殺人容認政策を非難したことを受け、ドゥテルテが国際連合の脱退を示唆した発言の釈明に追われたり、また2017年2月のASEAN外相会合では東シナ海における中国の軍事活動に懸念を示すことで各国を取りまとめ、これに反発した中国が高虎城商務部長のフィリピン訪問を直前になって延期するなど、同国の外務大臣として活動した。しかし就任に必要な議会での承認を得るために開かれた公聴会で、アメリカの国籍を取得しているにもかかわらず虚偽の答弁をしたことが問題視され、2017年3月8日に議会はヤサイの外務大臣指名を満場一致で却下した。これを受けエンリケ・マナロ外務次官が外相代行となった。
2020年6月12日にサンファンにて、73歳で死去した。

## 人物
妻は元人口委員会事務局長のセシル・ホアキンで、オリバー、ラベーナ、ステファニーの3人の子供がいる。